# Saverio Manetti
Saverio Manetti (né à Brozzi le 12 novembre 1723 et mort à Florence le 12 novembre 1784) est un médecin, botaniste et ornithologue italien.

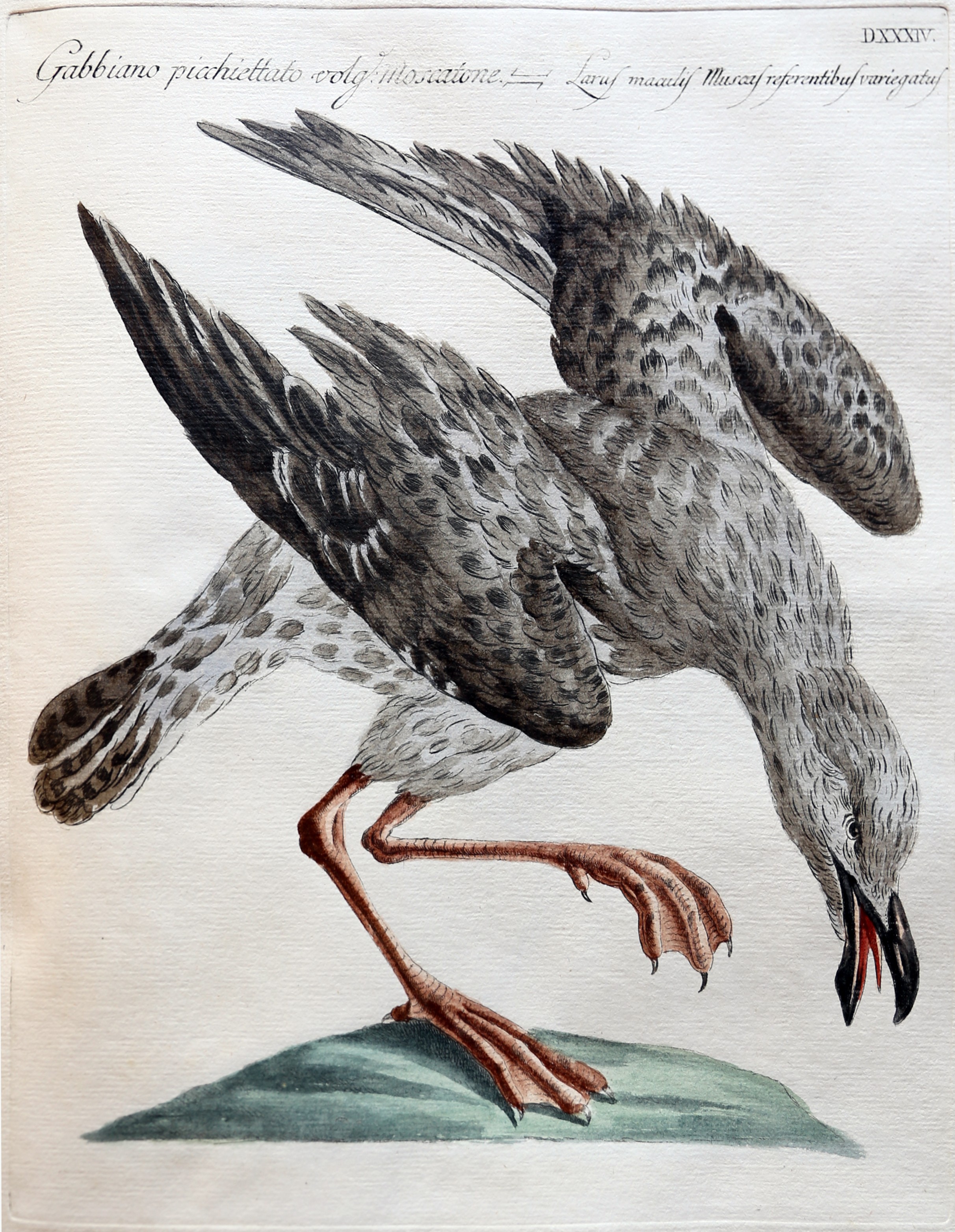
Ornithologia methodice digesta (1767-76)

## Biographie
Saverio Manetti est né à Brozzi le 12 novembre 1723 de Giovanni Bernardo et Maria Teresa Nesiscolt de Prague. Il étudie d'abord à Florence et puis à Pise, la botanique avec Pier Antonio Micheli. Il obtint son diplôme de médecine en 1745 et travaille à Florence. En 1758, il entre au Collège national de médecine où il étudia l'anatomie sous Antonio Cocchi (1695–1758). Manetti était professeur de botanique à la "Società Botanica Fiorentina", membre de l' Académie allemande des sciences Leopoldina , membre de la Royal Society, sociétés savantes à Göttingen et à Montpellier, Académie des sciences de Bologne. Il crée des échanges scientifiques avec le botaniste suédois Carl von Linné et avec les principaux milieux scientifiques de la seconde moitié du XVIIIe siècle. Il était professeur de botanique à la Société botanique de Florence, secrétaire de l' Accademia dei Georgofili, et fut surintendant du Jardin des simples de Florence de 1749 à 1782, après Giovanni Targioni Tozzetti. Le genre de plantes Manettia lui est dédié. Saverio Manetti est mort à Florence le 12 novembre 1784.

## Œuvres
- 1751 Conspectus plantarum. Ed. Ex Typographia Bernardi Paperini, 139 pp.
- 1751 Illustrissimo ac generoso Societatis Botanicae Florentinae praesidi Antonio Francisco Acciaioli Toriglioni ... hoc observantiae venerationisque suae monumentum d.d.d. Xaverius Manetti: (Spicilegium plantas continens CCCXXV. Viridario Florentino addendas pro aestivis demonstrationibus hujus anni 1751. 32 pp.
- 1756 Avec Linné, Regnum vegetabile iuxta systema naturae in classes, ordines et genera constitutum. 116 pp.
- 1756 Avec François Boissier de Sauvages de Lacroix Due Dissertazioni fisico-mediche Ed. Gaetano Albizzini. 286 pp.
- 1762 Lettera de sig. dott. Saverio Manetti: che puo servire di Supplemento al suo Trattato sull' inoculazione del vajuolo : diretta al dottore Giuseppe Angelo Casagrande Cremonese Ed. Appresso Andrea Bonducc. 52 pp.

- 1767-1776 Ornithologia methodice digesta, atque iconibus aeneis ad vivum illuminatis ornata. [Storia naturale degli uccelli], Florentiae, In Aedibus Mouchianis.

Cet ouvrage de 600 planches est diffusé dans la ville de Florence, en cinq volumes. Il est commandité par Marie-Louise d'Espagne (1745-1792), grande duchesse de Toscane et nécessite 10 années de travail. Le premier volume a été consacré au grand-duc Pietro Leopoldo. Le troisième volume était consacré à Ferdinando di Borbone et le quatrième à Giorgio Nassau Clavering.
Les artistes Violante Vanni et Lorenzo Lorenzi, réalisent les gravures et les dessins, pour illustrer le texte de Saverio Manetti. Chaque planche est dédiée à ceux qui ont souscrit pour l'impression de l'ouvrage, suivant l'ordre de la souscription. Selon le CCFR, ce livre est conservé en France, à la Bibliothèque nationale de France, à la Bibliothèque Mazarine, au Musée d'histoire naturelle, à la bibliothèque municipale de Besançon. De nombreuses planches de cette Storia naturale sont sur Commons.